# Вільям Томас Стід
Вільям Томас Стід (англ. William Thomas Stead; 5 липня 1849 Емблтон в Нортуберленді  — 15 квітня 1912, «Титанік») — британський журналіст та піонер журналістських розслідувань, який був суперечливою фігурою вікторіанської епохи.
«Нова журналістика» Стіда проклала шлях для сучасних таблоїдів у Великої Британії.